# The N.W.A Legacy, Vol. 2
The N.W.A Legacy, Vol. 2 é uma compilação de faixas dos principais membros do grupo de gangsta rap N.W.A; Ice Cube, Eazy-E, Dr. Dre, MC Ren e DJ Yella, bem como parcerias destes artistas com outros, como Tha Dogg Pound, Bone Thugs-n-Harmony e Tha Eastsidez.

## Faixas
1. "Hello" 3:51 - Ice Cube feat. Dr. Dre e MC Ren
2. "Chin Check" 4:23 - N.W.A (sem Eazy-E, DJ Yella e Arabian Prince) feat. Snoop Dogg
3. "Got Ta Hustle" 5:05 - Ant Banks feat. MC Ren
4. "Gangstas Make The World Go Round" 4:32 - Westside Connection
5. "Lay Low" 3:42 - Snoop Dogg feat. Nate Dogg, Master P, Butch Cassidy e Tha Eastsidaz
6. "Got Beef" 4:10 - Snoop Dogg apresenta Tha Eastsidaz
7. "Wrong Idea" 4:10 - Snoop Dogg feat. Bad Azz, Kokane e Lil' HD
8. "Just Dippin'" 3:59 - Snoop Dogg feat. Dr. Dre e Jewell
9. "Bitch Please" 3:47 - Snoop Dogg feat. Xzibit
10. "Ghetto Fabulous" 4:21 - Ras Kass feat. Dr. Dre e Mack 10
11. "Behind the Walls" 4:26 - Kurupt feat. Nate Dogg
12. "AmeriKKKa's Most Wanted" 4:09 - Ice Cube
13. "Appetite for Destruction" 3:07 - N.W.A
14. "Tha Underworld" 3:29 - Arabian Prince
15. "Born and Raised in Compton" 3:23 - DJ Quik
16. "Eazy-Duz-It" 4:17 - Eazy-E
17. "Old School Shit" 4:00 - Eazy-E feat. Dresta e B.G. Knocc Out
18. "Foe tha Love of $" 4:10 - Bone Thugs-N-Harmony feat. Eazy-E
19. "Get Yo Ride On" 3:29 - Mack 10 feat. Eazy-E e MC Eiht
20. "The Grand Finale" 4:28 - The D.O.C. feat. N.W.A